# Masque Satimbé

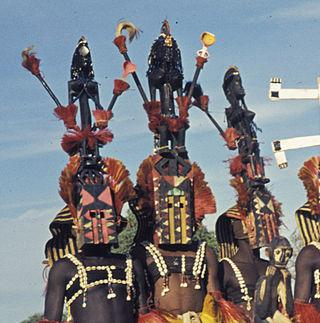

Le masque Satimbé  est un masque facial du peuple dogon (Mali), utilisé traditionnellement par les membres de la société Awa, en particulier lors des cérémonies du culte des morts du dama (cérémonies du levée de deuil). Il a la particularité d'avoir en son sommet une statuette féminine aux bras écartés, représentant « la sœur des masques ».

## Symbolique
La statuette féminine représente Ya Sigine, la sœur des masques, qui a volé les masques aux Andoumboulou (des êtres surnaturels) après les avoir surpris en brousse alors qu'ils dansaient, et qui les rapporta aux humains. Dans certains cas, la statuette de Yasigine porte une louche dans sa main, censée être imbibée d'une force vitale qui serait encore plus dangereuse pour les femmes que les masques eux-mêmes. De nos jours, seules les initiées — appelées elles aussi Ya Sigine — ont le droit de manipuler les masques et de participer aux cérémonies des masques, les autres femmes restant en retrait,.

## Photographies

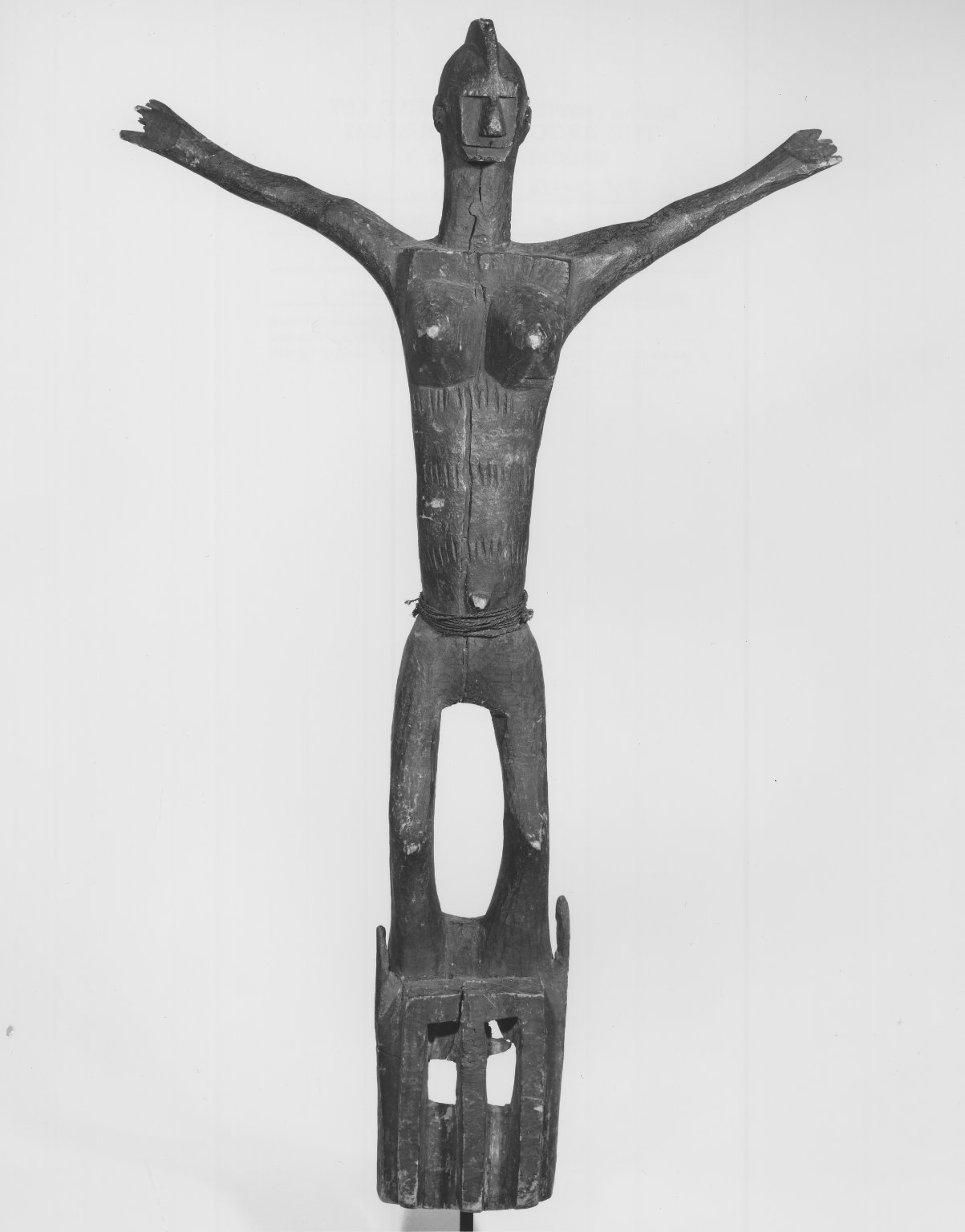
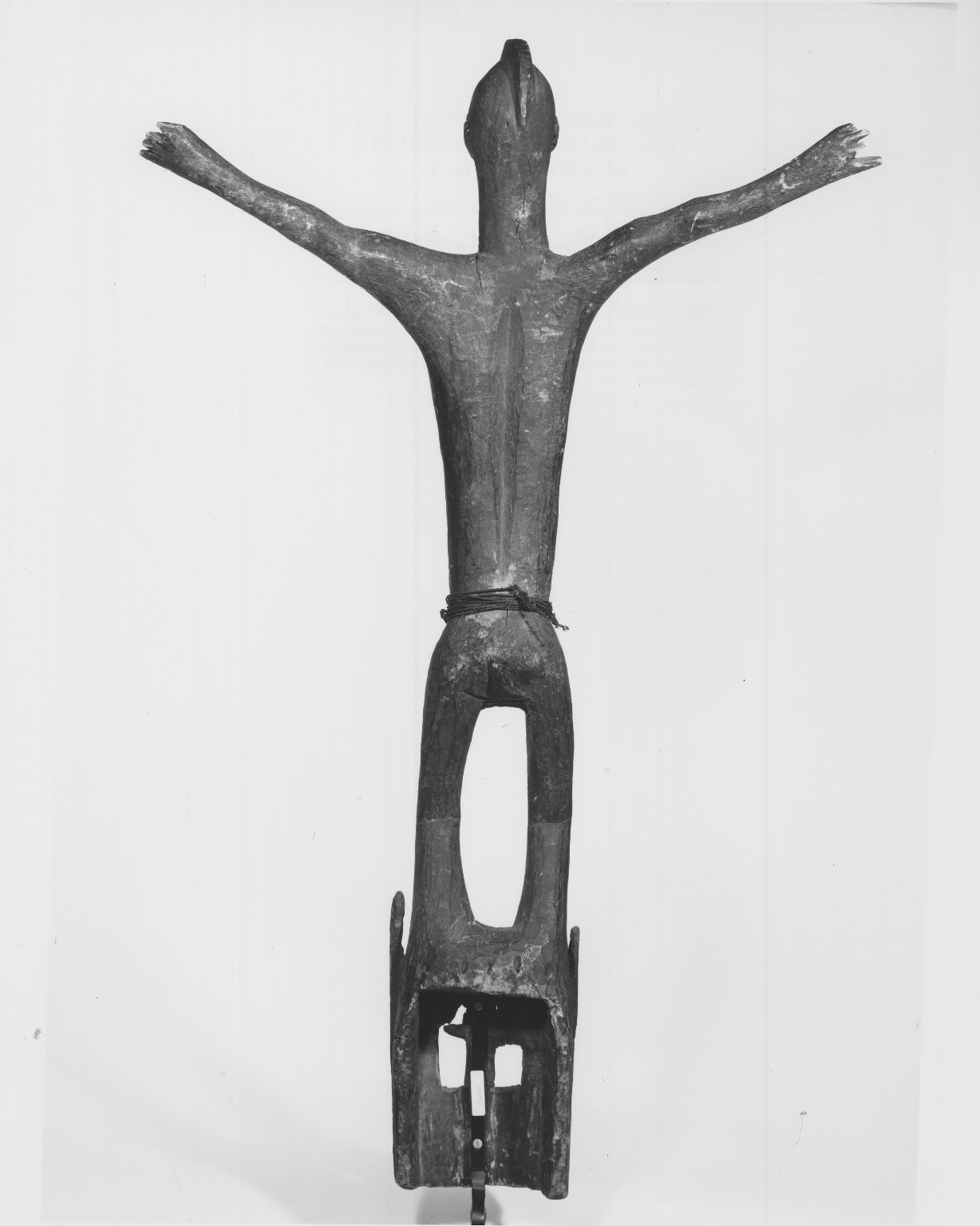